# Мокрая Золка
Мокрая Золка (Золка Южная, Джиналка) (кабард.-черк. Дзэлыкъуэ Псыӏэ, Джэналкъыпс) — река в республике Кабардино-Балкария, низовье реки расположено в Ставропольском крае. Устье реки находится в 63 км от устья Золки по правому берегу. Длина реки составляет 37 км, площадь водосборного бассейна — 212 км².
В 22 км от устья впадает правый приток Золка Вторая. В 20 км от устья впадает правый приток Золка Первая.
На реке находятся сёла (от истока): Дженал, Зольское, Батех и Псынадаха. К востоку от станицы Зольская впадает в реку Золка.

## Данные водного реестра
По данным государственного водного реестра России относится к Западно-Каспийскому бассейновому округу, водохозяйственный участок реки — Кума от впадения реки Подкумок до Отказненского гидроузла. Речной бассейн реки — Бессточные районы междуречья Терека, Дона и Волги.
Код объекта в государственном водном реестре — 07010000612108200001980.